# Euphrasia vigursii
Euphrasia vigursii là loài thực vật có hoa thuộc họ Cỏ chổi. Loài này được Davey mô tả khoa học đầu tiên năm 1907.